# Vittorio Pica
Vittorio Pica (Napoli, 28 aprile 1862 – Milano, 1º maggio 1930) è stato uno scrittore e critico d'arte italiano.

## Biografia
Nel 1882, all'età di diciotto anni, scrisse un saggio sui fratelli Goncourt che gli valse una menzione sul Fanfulla della domenica. In seguito si trasferì a Roma e a Venezia, stabilendosi poi in via definitiva a Milano.
Alla sua opera critica si deve la diffusione in Italia dei grandi poeti decadenti francesi, soprattutto Paul Verlaine e Stéphane Mallarmé (con entrambi era in rapporti epistolari). I saggi ad essi dedicati confluirono nella pubblicazione Letteratura d'eccezione (Baldini e Castoldi, 1898).
Svolse un ruolo fondamentale nella creazione della Biennale Arte di Venezia, della quale fu curatore di diverse edizioni.
Fu anche tra i fondatori della rivista Emporium di Bergamo, divenendone nel 1900 il direttore editoriale e restando in redazione fino alla sua scomparsa. Collaborò anche alla rivista senese Vita d'Arte.
Ebbe grande importanza nella crescita della storica casa editrice di Luigi Pierro a Napoli, con la quale pubblicò le sue prime opere e nella cui libreria fondò, insieme a Benedetto Croce e ad altri intellettuali napoletani, la Società dei Nove Musi.

## Opere
Durante la sua carriera letteraria produsse numerose pubblicazioni tra monografie, saggi, cataloghi per mostre ed esposizioni, prefazioni. Tra i più importanti:
- All'avanguardia. Studi sulla letteratura contemporanea, Napoli, Luigi Pierro, 1890.
- Arte aristocratica, Napoli, Luigi Pierro, 1892.
- L'arte dell'Estremo Oriente, Torino-Roma, L. Roux e C., 1894.
- L'arte Europea a Venezia, Napoli, Luigi Pierro, 1895.
- L'Arte Mondiale a Venezia, Napoli, Luigi Pierro, 1897.
- L'arte medioevale a Venezia, Napoli, Pierro, 1897.
- Letteratura d'eccezione, Milano, Baldini, Castoldi e C., 1898.
- L'Arte Mondiale alla III Esposizione di Venezia, Bergamo, Istituto italiano d'arti grafiche, 1899.
- L'Arte Mondiale alla IV Esposizione di Venezia, Bergamo, Istituto italiano d'arti grafiche, 1901.
- L'Arte Decorativa all'Esposizione di Torino del 1902, Bergamo, Istituto italiano d'arti grafiche, 1903.
- L'Arte Mondiale alla V Esposizione di Venezia, Bergamo, Istituto italiano d'arti grafiche, 1903.
- Attraverso gli albi e le cartelle (sensazioni d'arte) - Prima serie, Bergamo, Istituto italiano d'arti grafiche, 1904.
- L'Arte Mondiale alla VI Esposizione di Venezia, Bergamo, Istituto italiano d'arti grafiche, 1905.
- Attraverso gli albi e le cartelle (sensazioni d'arte) - Seconda serie, Bergamo, Istituto italiano d'arti grafiche, 1907.
- Attraverso gli albi e le cartelle (sensazioni d'arte) - Terza serie, Bergamo, Istituto italiano d'arti grafiche, s.d..
- Attraverso gli albi e le cartelle (sensazioni d'arte) - Quarta serie, Bergamo, Istituto italiano d'arti grafiche, s.d..
- L'Arte Mondiale alla VII Esposizione di Venezia, Bergamo, Istituto italiano d'arti grafiche, 1907.
- L'Arte Giapponese al Museo Chiossone di Genova, Bergamo, Istituto italiano d'arti grafiche, 1907.
- Gl'Impressionisti Francesi, Bergamo, Istituto italiano d'arti grafiche, 1908.
- La Galleria d'arte moderna di Venezia, Bergamo, Istituto italiano d'arti grafiche, 1909.
- L'Arte Mondiale a Roma nel 1911, Bergamo, Istituto italiano d'arti grafiche, 1913.
- Giuseppe de Nittis. L'uomo e l'artista, Milano, Alfieri & Lacroix, 1914.
- Arte ed artisti nella Svezia dei giorni nostri, Milano, Bestetti e Tumminelli, 1915.
- Mostre individuali, Milano, Galleria Pesaro, 1919.
- Aniceto Del Massa (coautore), Atlante dell'incisione moderna, Firenze, Rinascimento del libro, 1928.